# EXIT TUNES PRESENTS Vocalonation feat.初音ミク
『EXIT TUNES PRESENTS Vocalonation feat.初音ミク』（エグジット・チューンズ・プレゼンツ ボカロネイション フィーチャリング・はつねミク）は、2011年7月6日に発売された、初音ミクなどの音声合成ソフトをボーカルに用いた楽曲を集めたコンピレーション・アルバム。発売元はEXIT TUNES、販売元はポニーキャニオン。
キャッチコピーは「初音ミク主義。」。

## 概要
VOCALOIDエンジンを利用した音声合成ソフトを用いて制作された人気ボーカル曲を再マスタリング・高音質化、新バージョンのものと合わせ計19曲を収録している。アルバムのタイトルでは「feat.初音ミク」となっているが、MEIKO、KAITO、鏡音リン・レン、巡音ルカ、がくっぽいど（キャラクター名：神威がくぽ）、Megpoid（キャラクター名：GUMI）を用いた楽曲も収録されている。ジャケットイラストは前作『Vocalonexus』に引き続き、左が担当した。

## 収録曲
1. Fire◎Flower 2011
  - halyosy feat. 鏡音レン（作曲・作詞：halyosy 編曲：is）
    - 本アルバムのための新録音を収録している[1]。オリジナル版は、コンピレーション・アルバム『VOCALOID BEST from ニコニコ動画 (あか)』に収録されている。
2. 千年の独奏歌 (refine)
  - yanagi feat. KAITO（作曲・作詞：yanagi） 
    - 本アルバムのための新録音を収録している[1]。オリジナル版はコンピレーション・アルバム『VOCALOID BEST from ニコニコ動画 (あお)』に収録されている。KAITOの音声ライブラリを提供している風雅なおともカヴァーしている。
3. Nyanyanyanyanyanyanya!
  - daniwellP feat. 初音ミク（作曲・作詞：daniwellP）
    - 「にゃにゃにゃにゃ…」のみが延々と続く楽曲。YouTubeで大きな人気を集める動画「Nyan Cat」では、この曲を「UTAU」の「桃音モモ」を使用してカバーしたバージョンが使用されている[2]。
4. どういうことなの!?
  - くちばしP feat.初音ミク（作曲・作詞・くちばしP）
5. 腐れ外道とチョコレゐト
  - ピノキオP feat.初音ミク（作曲・作詞：ピノキオP）
6. リモコン
  - じーざす（ワンダフル☆オポチュニティ！） feat.鏡音リン・レン（作曲・作詞：じーざす）
7. ハッピーシンセサイザ
  - EasyPop feat.巡音ルカ・GUMI（作曲・作詞：EasyPop）
    - コンピレーション・アルバム『VOCALOID BEST from ニコニコ動画 (あか)』にも収録されている。自身のメジャーデビューアルバムである『ハートフルシーケンス』には、実谷ななと鹿乃による歌唱バージョンと、さつき が てんこもりによるリミックスが収録されている。
8. LOVELESS×××
  - SCL Project(natsuP) feat. VanaN'Ice[3]（作曲・作詞：natsuP 編曲：natsuP＆haku）
9. 壊セ壊セ
  - E.L.V.N feat.MEIKO（作曲・作詞：ユーキ(E.L.V.N)）
10. 妄想スケッチ
  - 40mP feat.初音ミク（作曲・作詞：40mP）
11. リンネ
  - ハチ feat.初音ミク（作曲・作詞：ハチ）
    - コンピレーション・アルバムの「EXIT TUNES PRESENTS Supernova 3」にも収録されている。
12. 神曲
  - おにゅうP feat.初音ミク（作曲・作詞：おにゅうP 編曲：ピノキオP）
13. Blackjack
  - ゆちゃP feat.巡音ルカ（作曲・作詞：ゆちゃP）
    - ギターソロはダルビッシュPが演奏している。
14. ハンコウセイメイ
  - YM feat.GUMI（作曲・作詞：YM）
15. 藍色の蝶
  - マチゲリータ feat. 神威がくぽ（作曲・作詞：マチゲリータ）
16. レンラクマダー?
  - ライブP feat.鏡音リン（作曲・作詞：ライブP）
17. リスキーゲーム
  - 黒うさ feat.初音ミク（作曲・作詞：黒うさ）
18. 修道少女と偶像少女
  - cosMo@暴走P feat.初音ミク（作曲：cosMo@暴走P 作詞：Story Reseacher[4]）
    - 『EXIT TUNES PRESENTS GUMism from Megpoid』に収録されている「家出少年と迷子少女」、『EXIT TUNES PRESENTS 煌百花繚乱舞踏会 feat.神威がくぽ from がくっぽいど』に収録されている「Dr.リアリスト」に続くシリーズの3曲目にあたる[5]。
19. ボーカロイドたちがボカロネイション収録曲をセッションしたようです
  - GYARI（ココアシガレットP） feat. Vocalonation Band
    - ボーナス・トラックで、VOCALOID達が本アルバムの収録曲をJAZZアレンジセッションという設定となっている[1]。